# Amir Hoséin Rabií

General Amir Hoséin Rabií.

Amir Hoséin Rabií (en persa: امیرحسین ربیعی‎). Era un oficial militar de alto rango iraní que sirvió como el comandante en jefe de la Fuerza Aérea Imperial Iraní 1976-1979. Él fue el último comandante de la fuerza.

## Estudios
Rabií fue uno de los primeros oficiales militares de la fuerza aérea iraní imperial que fueron entrenados en los EE.UU. y en la base aérea Furstenfeldbrook, Alemania, en la década de 1950. Él y otros oficiales militares, incluyendo a Nader Yahanbaní también tomó curso de piloto de jet de instructor en la base aérea.

## Carrera
Rabií era un piloto militar y experto en asuntos militares. Después de regresar a Irán contribuyó a la fundación del equipo acróbata en la fuerza aérea, llamado el imperial de la fuerza aérea iraní Golden Crown Acro Jet Team, en 1958. Era el comandante de la base aérea de Shiraz hasta 1976. Se desempeñó como comandante en jefe de la Fuerza Aérea Imperial iraní (IIAF) a partir de la primavera de 1976 a 1979 con el rango de teniente general. Sucedió a Fazayel Tadayyón en el cargo. Cuando él estaba al mando, había cuarenta y ocho mil hombres en la fuerza aérea. Barry Rubin, un veterano experto en Oriente Medio, lo describió como posiblemente "el oficial más capaz en los mejores círculos de las fuerzas armadas".
En agosto de 1978, Rabií instó indirectamente a Moshé Dayán, entonces ministro de Relaciones Exteriores de Israel, para cumplir con el Shah Mohammad Reza Pahlaví, y para decirle la creciente tensión en Irán. Rabií se quejó de que el Shah había hecho caso omiso de él y para las demás observaciones. La visita fue pagada por Dayan en los siguientes días.
Rabií fue uno de los oficiales militares que se reunieron con el general Robert Huyser, entonces comandante adjunto de las fuerzas estadounidenses en Europa, durante la visita de este último a Irán desde enero 4 hasta febrero 3, de 1979.
Tres días antes de salir del país el 13 de enero, el Shah dijo a todos los comandantes, incluyendo a Rabií, que debían apoyar al gobierno de Shapur Bajtiar.
Después de la revolución de 1979 se produjeron enfrentamientos entre los partidarios de la revolución del ayatolá Jomeini y personas leales al régimen del Shah. Rabií instruyó a sus hombres de no matar a nadie en el otro lado. Cuando el entonces primer ministro Bajtiar le ordenó bombardear la fábrica de armas en el centro de Teherán, se negó a llevar a cabo esta orden.
Rabií hizo no apoyo a la revolución, pero una porción significativa de los cadetes de la fuerza aérea y jóvenes técnicos militares cualificados lo hicieron.
Saíd Mehdiún reemplazó a Rabií como comandante de la fuerza aérea.

## Vida personal
Rabií fue casado con una mujer alemana, Gerda, y tenía dos hijos, Arián y Armán. Su nieto, Yahán Rabií, también es un piloto.

## Muerte
Rabií fue detenido en febrero de 1979 junto con el gobernador de Teherán de ley marcial Mehdí Rahimí, el general de fuerza aérea Ayat Mahaqqí y el gobernador de Ispahán de ley marcial Reza Nayí, y se llevaron a todos a la escuela Alaví de Teherán. Conferencias de prensa especiales fueron organizadas por la Organización Islámica del régimen de mostrar públicamente a estos funcionarios, entre ellos el ex primer ministro Amir Hoveydá, exjefe de la SAVAK Nematollah Nasirí y Rabií, y estas conferencias fueron transmitidas a nivel nacional. Durante los interrogatorios iniciales, Rabií afirmó que la fuerza aérea compró aviones de combate avanzados y otros equipos militares de los EE.UU., que eran todos en el país, y que la fuerza aérea de Irán estaba intacta y es la segunda fuerza poderosa en el mundo.
Rabií fue juzgado en secreto y en la corte, él indicó "El general Huyser lanzó al Sha fuera del país como un ratón muerto". Fue condenado a muerte por cargos de corrupción en la tierra y la traición entre los demás. Los diarios locales informaron de que el veredicto se basó en las confesiones de otros funcionarios del período Shah. Él y otros nueve funcionarios civiles y militares fueron ejecutados por las fuerzas de seguridad de la República Islámica de Irán en la prisión de Qasr de Teherán, el 9 de abril de 1979.